# 広島県道264号中山尾長線
広島県道264号中山尾長線（ひろしまけんどう264ごう なかやまおながせん）は、広島県広島市東区を通る一般県道である。

## 概要
広島市東区中山南2丁目から広島市東区愛宕町に至る。

### 路線データ
- 起点：広島市東区中山南2丁目[注釈 1]（広島県道152号府中祇園線交点）
- 終点：広島市東区愛宕町[注釈 2]（愛宕交番前交差点、広島県道70号広島中島線・広島県道84号東海田広島線交点）
- 総延長：2.136 km[1]

## 歴史
- 1960年（昭和35年）10月10日 - 広島県告示第682号により認定される[1]

## 路線状況
起点の周辺にある中山踏切が2024年（令和6年）6月6日に立体交差化された。事業中の広島高速5号線と中山出入口（広島駅北口方面のみ）で接続する予定である。

### 通称
- 大内越通り

## 地理

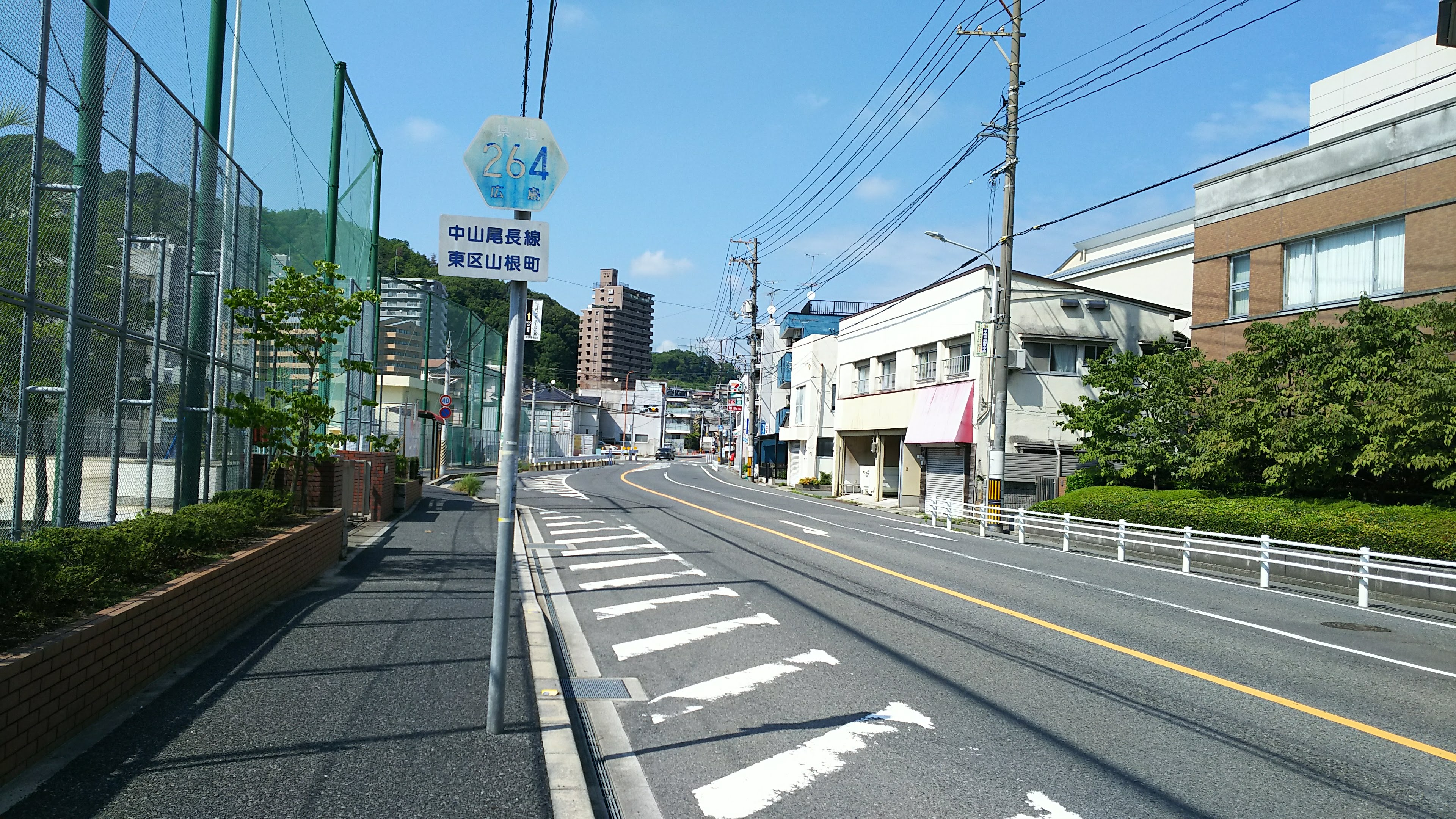
東区山根町（2022年7月撮影）

### 通過する自治体
- 広島市（東区）

### 交差する道路
| 交差する道路                                    | 交差する場所 | 交差する場所            |
| ----------------------------------------------- | ------------ | ----------------------- |
| 広島県道152号府中祇園線                         | 中山南2丁目  | 起点                    |
| 広島県道70号広島中島線 広島県道84号東海田広島線 | 愛宕町       | 愛宕交番前交差点 / 終点 |

### 沿線
- 広島県瀬戸内高等学校